# Flaviporus venustus
Flaviporus venustus är en svampart som beskrevs av A. David & Rajchenb. 1985. Flaviporus venustus ingår i släktet Flaviporus och familjen Meruliaceae.   Inga underarter finns listade i Catalogue of Life.